# Liga Nacional de Fútbol Profesional (LaLiga)
A Liga Nacional de Fútbol Profesional, também conhecido como LaLiga (a abreviação LFP também foi usada até a temporada 2015-16), é uma associação esportiva responsável por administrar as duas ligas profissionais de futebol na Espanha, a Primera División ("LaLiga") e a Segunda División ("LaLiga 2"). Fundada em 1984, a organização tem personalidade jurídica independente da Federação Espanhola de Futebol (RFEF) e é autônoma em suas operações. A sua principal função, para além da defesa dos interesses dos seus associados, é a organização do Campeonato da Liga Nacional em articulação com a RFEF.
LaLiga está sediada no Edifício Murano, na Calle de Torrelaguna 60, Madrid. Desde 2013, Javier Tebas atua como presidente da organização.

## Competição: Campeonato da Liga Nacional
Os 42 clubes membros da LaLiga estão agrupados em duas divisões: Primera División ou LaLiga Santander (20 clubes) e Segunda División ou LaLiga SmartBank  (22 clubes). Em qualquer temporada, os clubes jogam turno e returno, uma vez em seu estádio e outra no de seu adversário. Isso perfaz um total de 38 jogos disputados a cada temporada na LaLiga e 42 na Segunda División.
Os clubes ganham três pontos por vitória, um por empate e nenhum por derrota. Ao final de cada temporada, o clube com mais pontos na LaLiga Santander sagra-se campeão. Se os pontos forem iguais, os registros frente a frente determinam o vencedor. Se ainda for igual, a diferença de gols e os gols marcados se tornam os fatores decisivos. Quanto à Segunda División, no topo da tabela três clubes ganham a promoção para a LaLiga, com os três últimos clubes da LaLiga assumindo seus lugares. Na parte de baixo da tabela, quatro clubes são rebaixados para Primera División RFEF, enquanto quatro times da Primera División RFEF se juntam a LaLiga SmartBank nos lugares dos rebaixados.

## Equipes da LaLiga
| Primera División LaLiga Santander | Segunda División LaLiga SmartBank |
| --- | --- |
| - Almería - Athletic Bilbao - Atlético de Madrid - Barcelona - Cádiz - Celta de Vigo - Elche - Espanyol - Getafe - Girona - Mallorca - Osasuna - Rayo Vallecano - Real Betis - Real Madrid - Real Sociedad - Sevilla - Valencia - Real Valladolid - Villarreal | - Deportivo Alavés - Albacete - Andorra - Burgos - Cartagena - Eibar - Granada - Huesca - Ibiza - Las Palmas - Leganés - Levante - Lugo - Málaga - Mirandés - Real Oviedo - Ponferradina - Racing de Santander - Sporting Gijón - Tenerife - Villarreal B - Real Zaragoza |